# Опалихинская улица
Опали́хинская улица (прежние названия: Закути́лова 7-я, Каля́ева, на отрезке от дома № 27 до конца проходит по оси бывшей улицы Опалиха 11-я, Свободы) — магистральная улица на территории Верх-Исетского административного района Екатеринбурга, в жилом районе Заречном.

## История и происхождение названий
Улица зафиксирована на плане Верх-Исетского завода первой половины XIX века (из архива Н. С. Алфёрова), условно соотносимом с генеральном планом этого завода 1826 года. Трассировка улицы на этом плане показана строго прямой. До 1920-х годов улица была частью уличной сети Верх-Исетского завода, не входившего до этого времени в состав Екатеринбурга.
До 1921 года улица носила номерное название 7-я Закутилова. Происхождение этого названия документально не установлено. В 1921 году улица была переименована в честь члена революционной организации партии эсеров Ивана Платоновича Каляева (1877—1905). 2 апреля 1998 года улица Каляева была переименована в Опалихинскую улицу.
Современная застройка улица — многоэтажная жилая, этажностью преимущественно 9—16 этажей.

## Расположение и благоустройство
Улица начинается от пересечения с улицей Полежаевой (хотя фактически проезжая часть улицы начинается от пересечения с улицей Готвальда), идёт далее в северо-западном направлении северо-запад а, начиная от дома № 18, практически строго на север, в районе дома № 26 начинает идти по дуге вплоть до дома № 40, меняя своё направление на юго-западное; далее идёт в этом же направлении и заканчивается на пересечении с улицей Толедова. Пересекается с улицей Готвальда, и улицей Бебеля. Примыканий других улиц к Опалихинской улице нет.
Протяжённость улицы составляет около 1,5 км. Ширина проезжей части — в среднем около 8 м (по одной полосе в каждую сторону движения). На протяжении улицы имеется четыре светофора (на перекрёстках с улицами Бебеля и Готвальда, а также два пешеходных — между домами № 20 и № 21 и домами № 30 и № 27) и один нерегулируемый пешеходный переход (между домами № 16 и № 17). С обеих сторон улица оборудована тротуарами и уличным освещением. Нумерация домов начинается от улицы Полежаевой.

## Примечательные здания и сооружения
- № 17 — поликлиника № 3 детской городской больницы № 11.
- № 23а — спорткомплекс «Верх-Исетский».
- № 26а — детский сад № 283.
- № 28 — детский сад № 286.
- № 29а — детский сад № 27.

## Транспорт
Автомобильное движение на всей протяжённости улицы двустороннее.

### Наземный общественный транспорт
Улица является транспортной магистралью районного значения. По улице осуществляется движение муниципальных и частных автобусных маршрутов (№ 06, 43, 67, 82, 83 и 93).

### Ближайшие станции метро
Действующих станций метро поблизости нет, линий Екатеринбургского метрополитена в район улицы проводить не запланировано.